# Francesc Rufes
Francesc Rufes (Tàrrega, 1946) és un gravador i pintor català.

## Trajectòria
Rufes va especialitzar-se en la tècnica del gravat al burí sobre acer i altres tipus de metalls, que esdevingué el seu camp d'experimentació, per a més endavant combinar-la amb la pintura, el gravat calcogràfic i la impressió. Les seues pintures a l'oli plasmen els paisatges de l'Urgell i la Segarra. Hi reproduieix els colors dels secans sota una mirada d'inspiració impressionista en què les boires típiques d'aquestes contrades també esdevenen protagonistes.
L'any 2021, el Museu Comarcal de l'Urgell va dedicar-li una exposició retrospectiva amb 78 obres en estils figuratiu i abstracte realitzades des de la darreria de la dècada del 1960, algunes d'elles inèdites.